# 地獄門
《地獄門》是一部根據日本作家菊池寬的小說改編而成的彩色電影，導演（監督）為衣笠貞之助，於1953年首映。本片是衣笠執導的代表作之一，於1954年贏得坎城影展金棕櫚獎、盧卡諾影展金豹獎，以及奧斯卡金像獎最佳外語片、最佳服裝設計（和田三造）等國際影展大獎。

## 劇情簡介
在12世纪日本源平合戰的背景下，效忠平家的年輕武士遠藤盛远（長谷川一夫飾）在源家敵軍的追擊下，從平安京救出宫女袈裟御前（京町子飾），并深為其美貌所吸引。後來平家奪回平安京，论功行赏时，盛远请求平家棟樑清盛出面向袈裟提親；不料袈裟早已嫁給另一名武士渡边渡（山形勲飾）為妻，渡甚且是一名朝廷公卿的侍從，為免惹起無謂的爭端，清盛只有打消給盛遠作媒的念頭。
然而盛远無法克制想得到袈裟的慾望，連番做出魯莽的追求之舉；渡一再忍讓，卻只使得他益發得寸進尺。幾番糾纏不果，盛遠的執念愈深，甚至以袈裟本家一位老婆婆病危的假消息，騙得袈裟回去探視，再以老婆婆的性命相脅，強迫袈裟順從於他；袈裟無奈之下只得假意順從，但要求盛远先放她回夫家，約定當晚盛遠過來將渡殺死後，才可跟隨於他。袈裟返家後，先服侍不知情的丈夫到自己房間安睡，然後自己做為丈夫的替身，讓暗夜闖入渡邊宅邸行刺的盛远杀死。
誤殺袈裟後，盛遠雖痛悔醒悟，但已無法挽回，只能求從睡夢中驚醒的渡將自己殺死，以償其罪；但渡既心傷妻子慘死，又醒悟到袈裟死前對自己能力的不信賴，已無心殺他。最後，悔愧交加的盛遠遁入空門，以僧人的形象走過平安京中的「地獄門」。

## 外部連結
- 互联网电影数据库（IMDb）上《地獄門》的资料（英文）
- 爛番茄上《地獄門》的資料（英文）
- 豆瓣电影上《地獄門》的資料 （简体中文）
- AllMovie上《地獄門》的资料（英文）